# Крамарчук, Григорий Васильевич
Григорий Васильевич Крамарчук (1920-1960) — майор Советской Армии, участник Великой Отечественной войны, Герой Советского Союза (1946).

## Биография
Григорий Крамарчук родился 14 сентября 1920 года в селе Петропавловка (ныне — посёлок в Днепропетровской области Украины). Окончил десять классов школы в Петровском районе города Донецка. В 1940 году Крамарчук был призван на службу в Рабоче-крестьянскую Красную Армию. В 1943 году он окончил Тамбовскую военную авиационную школу пилотов. С декабря того же года — на фронтах Великой Отечественной войны.
К концу войны лейтенант Григорий Крамарчук был заместителем командира эскадрильи 3-го штурмового авиаполка 4-й смешанной авиадивизии ВВС Войска Польского. За время своего участия в боях он совершил 108 боевых вылетов на воздушную разведку и штурмовку скоплений боевой техники и живой силы противника, нанеся ему большие потери.
Указом Президиума Верховного Совета СССР от 15 мая 1946 года лейтенант Григорий Крамарчук был удостоен высокого звания Героя Советского Союза с вручением ордена Ленина и медали «Золотая Звезда».
После окончания войны Крамарчук продолжил службу в Советской Армии. В 1949 году он окончил Краснодарскую военную авиационную школу штурманов. В 1958 году в звании майора Крамарчук был уволен в запас. Проживал в городе Умань Черкасской области Украинской ССР. Скоропостижно скончался 23 ноября 1960 года.
Был также награждён орденами Красного Знамени, Александра Невского, Отечественной войны 1-й степени, двумя орденами Красной Звезды, рядом медалей.